# VV Appingedam
VV Appingedam was een op 8 mei 1919 opgerichte amateurvoetbalvereniging uit Appingedam, provincie Groningen, Nederland. De thuiswedstrijden werden op het " Burgemeester Wellemansportpark" gespeeld. Dit sportpark werd gedeeld met buurman VV De Pelikanen.
Nadat in het seizoen 2014/15 de A-, B- en C-junioren van "VV Appingedam" en "De Pelikanen" onder de vlag van SJO DVC (Damster Voetbal Combinatie) in competitieverband uitkwamen, speelden vanaf 2015/16 alle jeugdteams van beide clubs in deze samenwerkende jeugd opleiding. Beide clubs fuseerden per 1 juli 2017 tot DVC Appingedam.

## Standaardelftal zaterdagafdeling
Het zaterdag standaardelftal van de club speelde sinds het seizoen 2013/14 in de Derde klasse zaterdag van het KNVB-district Noord, de hoogst bereikte klasse voor de zaterdagafdeling.

### Erelijst
Klassekampioenschappen
4e klasse: 2013
5e klasse: 2012
6e klasse: 2005
GVB 2e klasse: 1968

### Competitieresultaten 1967–2017
N.B. Betreft resultaten standaardelftal.
| 3 2B |

| 1 2B |

| 7 1A |

| 7 1B |

| 10 1A |

|  |

|  |

| 5 2B |

| 7 2B |

|  |

| 9 2B |

|  |

|  |

| 6 2B |

| 10 2B |

| 8 2B |

| 10 2B |

| 12 2B |

|  |

|  |

|  |

|  |

|  |

|  |

|  |

|  |

|  |

|  |

|  |

|  |

|  |

|  |

|  |

|  |

| 3 7C |

| 5 6C |

| 8 6C |

| 5 6D |

| 1 6E |

| 6 5C |

| 10 5C |

| 7 5C |

| 7 5D |

| 8 5D |

| 9 5F |

| 1 5F |

| 1 4D |

| 2 3C |

| 4 3C |

| 5 3C |

| 13 3C |

| Derde klasse      | Vierde klasse     | Vijfde klasse | Zesde klasse | Zevende klasse |
| Eerste klasse GVB | Tweede klasse GVB |               |              |                |

## Standaardelftal zondagafdeling
Van 1924/25-1930/31 en van 1934/35 tot en met 2010/11 kwam de club 76 seizoenen uit met een standaardelftal in de zondagafdeling, waarvan achttien seizoenen -verdeeld over vier perioden- in de Hoofdklasse toen deze klasse nog het hoogste amateurniveau was. Telkens werd promotie afgedwongen middels het kampioenschap in de Eerste klasse. De eerste periode duurde een seizoen: 1979/80. Na twee seizoenen waren ze terug in de Hoofdklasse en verbleven ze er twee seizoenen (1982/83-1983/84). De derde periode kwam na vier seizoenen afwezigheid en andermaal verbleven ze er twee seizoenen (1988/89-1989/90). De vierde periode, na drie seizoenen afwezigheid, duurde dertien seizoenen, van 1993/94 tot en met 2005/06. In deze laatste periode werd Appingedam tweemaal kampioen (1995, 1996). In de strijd om de algehele titel van de zondagamateurs eindigde USV Holland in 1995 voor Appingedam en VV Baronie en eindigde Baronie in 1996 voor SC Feyenoord en Appingedam. Van 2006/07 tot en met het seizoen 2010/11 verbleef het team nog vijf seizoenen in de Eerste klasse. Voor aanvang van het seizoen 2011/12 werd het team uit de competitie genomen.

### Erelijst
Noordelijke districtsbeker (zondag)
Winnaar in 1981, 1993, 1999
Klassekampioenschappen
Hoofdklasse: 1995, 1996
1e klasse: 1979, 1982, 1988, 1993
2e klasse: 1958, 1976*
3e klasse: 1926, 1941, 1955
* 1976: De beslissing om het klassekampioenschap in 2B tussen Appingedam en VV Nieuw Buinen werd beslist na twee wedstrijden op Sportpark De Kalkwijck in Hoogezand. Het eerste duel werd een gelijkspel (2-2 nv), nadat Nieuw Buinen tien minuten voor het einde van de reguliere speeltijd nog met 0-2 voorstond. De benodigde tweede wedstrijd werd met 4-1 door Appingedam gewonnen.

### Competitieresultaten 1925–2011
N.B. Betreft resultaten standaardelftal.
| 5 3A |

| 1 3A |

| 9 2B |

| 9 2B |

| 10 2B |

| 8 3C |

| 6 3B |

|  |

|  |

|  |

| 7 3B |

| 3 2E |

| 5 2E |

| 6 3C |

| 5 3C |

|  |

| 1 3C |

| 3 2B |

| 2 2B |

| 8 2B |

|  |

| 5 2B |

| 9 2B |

| 3 2B |

| 5 2B |

| 7 2B |

| 9 2B |

| 10 2B |

| 12 2B |

| 2 3C |

| 1 3C |

| 4 2A |

| 3 2A |

| 1 2A |

| 5 2B |

| 9 2B |

| 7 2B |

| 9 2B |

| 6 2B |

| 6 2B |

| 10 2B |

| 8 2B |

| 8 2B |

| 11 2B |

| 8 2B |

| 8 2B |

| 9 2B |

| 5 2B |

| 2 2B |

| 6 2B |

| 10 2B |

| 1 2B |

| 4 1F |

| 2 1F |

| 1 1F |

| 10 HB |

| 2 1F |

| 1 1F |

| 10 HB |

| 13 HB |

| 6 1F |

| 4 1F |

| 3 1F |

| 1 1F |

| 6 HB |

| 12 HB |

| 4 1F |

| 9 1F |

| 1 1F |

| 9 HB |

| 1 HB |

| 1 HB |

| 5 HC |

| 2 HC |

| 2 HC |

| 3 HC |

| 4 HC |

| 4 HC |

| 8 HC |

| 5 HC |

| 4 HC |

| 13 HC |

| 5 1F |

| 5 1F |

| 7 1F |

| 5 1F |

| 14 1F |

| Hoofdklasse | Eerste klasse | Tweede klasse | Derde klasse |

In elke staaf van de grafiek staat van boven naar beneden vermeld: 
- Eindnotering

Dit is de positie die de club heeft bereikt in de competitie, zonder eventuele beslissings-, play-off- of nacompetitiewedstrijden die nodig zijn geweest om bijvoorbeeld de kampioen van de competitie te bepalen.
Indien een * achter het getal staat is de notering een tussenstand en kan het zijn dat de notering niet overeenkomt met de uiteindelijke eindstand van de competitie.
Staat er een - dan is het seizoen nog bezig en is er geen definitieve uitslag bekend.
Staat er xx op de positie van de notering, dan heeft de club vroegtijdig de competitie verlaten. Dit kan onder andere komen door terugtrekking van het team, faillissement van de club of door een uitgedeelde straf van de KNVB. In veel gevallen staat elders in het artikel de reden vermeld.
Staat er een ? dan is het resultaat uit het verleden onbekend, en is alleen de competitie of het niveau bekend van dat seizoen.
In de seizoenen 2019/20 en 2020/21 werd wegens de coronacrisis het amateurvoetbal afgebroken. Daardoor kennen deze staven geen eindklassering (middels -- weergegeven).
- Competitieniveau en afdelingsletter of Officiële eindstand Eredivisie
  - Competitieniveau en afdelingsletter

Hierbij geeft het getal het niveau weer, dat ook terug te vinden is in de legenda. De letter is de afdelingsaanduiding en wordt gebruikt wanneer er meer afdelingen zijn op hetzelfde niveau. De afdelingsletter is altijd een hoofdletter en wordt meestal zonder nummer gebruikt.
Voorbeeld: 2F is niveau 2e klasse competitie F.
Het competitieniveau en nummer wordt niet vermeld wanneer er slechts één competitie van dit niveau was.
  - Officiële eindstand Eredivisie (getal staat tussen haakjes vermeld)

Sinds de introductie van play-offwedstrijden voor Europees voetbal na afloop van de reguliere competitie in 2005/06, is de KNVB verplicht een eindstand van de Eredivisie door te geven aan de UEFA aan de hand van deze play-offwedstrijden.
Bij deze eindstand staan clubs die zich hebben gekwalificeerd voor Europees voetbal hoger dan clubs die zich niet wisten te kwalificeren. Indien er geen verschil was tussen de eindnotering en de officiële eindstand, staat dit getal niet vermeld.

- Onderafdeling

Hier staat afgekort de naam van de onderafdeling indien de club in dat jaar in een onderafdeling uitkwam. Tevens staat deze afkorting in de legenda en wordt gelinkt naar het artikel over deze onderafdeling. Deze afkorting wordt alleen vermeld wanneer de club in het verleden in verschillende onderafdelingen heeft gespeeld. Deze vermelding is in de staaf altijd in kleine letters. Deze onderafdelingen zijn na het seizoen 1995/96 afgeschaft. Heeft de club in slechts één onderafdeling gespeeld, dan is dit alleen terug te vinden in de legenda.
Onder de staaf staat het jaartal vermeld waarin het seizoen is afgesloten. 15 verwijst naar het seizoen 2014/15 of eventueel het seizoen 1914/15.
Wanneer een staaf leeg is, zijn deze gegevens niet bekend. Het kan ook zijn dat de club dat seizoen niet heeft meegespeeld op het hogere amateurniveau, vroegtijdig de competitie heeft verlaten of uit de competitie is gezet.

In het seizoen 1944/45 was er wegens de Tweede Wereldoorlog geen regulier competitievoetbal.

## Bekende (oud-)spelers
- Arnold Kruiswijk
- Dick Lukkien
- Marcel Roode

## Bekende (oud-)trainers
- Siep Benninga

DVC Appingedam · NEC Delfzijl · VV Farmsum · VV De Fivel · VV Godlinze · VV Holwierde · VV Meedhuizen · SC Loppersum · VV Middelstum · VV Oosterhoek · VV Poolster · VV Stedum · VV Wagenborger Boys · VV WEO

Voormalige: VV Appingedam · Eems Boys · VV Neptunia · VV De Pelikanen · VV Wagenborgen · VV 't Zandt